# Histoire des Juifs à Sanok
 (septembre 2022).
Si vous disposez d'ouvrages ou d'articles de référence ou si vous connaissez des sites web de qualité traitant du thème abordé ici, merci de compléter l'article en donnant les références utiles à sa vérifiabilité et en les liant à la section « Notes et références ».
L'histoire des Juifs à Sanok remonte au XIVe siècle, mais une communauté établie n'existe que depuis la fin du XVIIe siècle. Dépendante de celle de Lesko, elle devient indépendante en 1764. À partir de cette date, le nombre de Juifs à Sanok ne va cesser de croitre pour atteindre près de 5 000 personnes au moment du déclenchement de la Seconde Guerre mondiale. La communauté juive est exterminée pendant la Shoah. 
Sanok, appelé Sonik par les Juifs avant la Seconde Guerre mondiale, est une ville de la voïvodie des Basses-Carpates, dans le sud-est de la Pologne. Située sur les rives de la rivière San, la ville compte actuellement un peu moins de 40 000 habitants. De 1772 à 1918, la ville faisait partie de la Galicie centrale sous contrôle autrichien. Pendant la Seconde Guerre mondiale, la rivière San délimitait la zone d'occupation de la Pologne par les nazis de celle occupée par les soviétiques. 

## Histoire de la communauté juive

### Les débuts de la communauté juive
Les premières informations concernant les Juifs de Sanok datent de l'époque du roi Casimir le Grand, qui dirige le pays de 1333 à 1370. On peut supposer que des juifs sont présents à cet important carrefour commercial entre la Ruthénie, la Hongrie et la Pologne, même avant que Sanok soit intégré à la Pologne. On ignore toutefois s'ils habitent alors en permanence en ville ou s'ils y résident temporairement. Un manuscrit sur parchemin conservé au musée de Sanok fait état de Juifs participant à la foire annuelle de Sanok le 8 juin 1470. Des noms juifs apparaissent sur la liste de la guilde des artisans en 1514. Les registres des impôts de 1567 mentionnent seulement une famille juive vivant à Sanok et payant un impôt d'un złoty, mais ces mêmes documents, trois ans plus tard, font état de 17 familles juives parmi les 200 familles de la ville. Les familles juives vivent principalement du commerce du vin et de grains, mais aussi comme fourreurs, tailleurs ou tanneurs. Dans la seconde moitié du XVIIe siècle, Aron et son gendre obtiennent des magistrats de la ville le droit de vendre de la bière et des liqueurs.
En 1676, l'évêque de Przemyśl, Stanisław Sosnowski, dépose une plainte officielle contre le maire et les conseillers de Sanok pour avoir permis aux Juifs d'acheter à des catholiques des maisons au centre de la ville, de laisser leurs commerces ouverts lors des fêtes catholiques et de vendre de l'alcool sans restriction. L'évêque va même accuser les Juifs d'avoir incité à tuer ou blesser le prêtre local. On ignore qui est le coupable de l'attaque contre le prêtre, mais on apprend d'après les archives que les autorités civiles ont disculpé les Juifs malgré les fortes pressions des autorités cléricales catholiques.
À la fin du XVIe siècle, une communauté juive, dépendant de celle de Lesko est formée. La synagogue locale est mentionnée pour la première fois dans des sources en 1697. En 1685, Aron Izraelowicz occupe le poste de shkolnik (ou Shamash, bedeau de la synagogue). Jakub lui succède en 1697, puis Chaïm, un marchand de textile, en 1703. 
Après la destruction de l'ancienne synagogue en 1718 dans un incendie, les Juifs de Sanok obtiennent la permission de l'évêque de Przemyśl de construire une nouvelle synagogue. La synagogue est inaugurée deux ans plus tard. L'autorisation est confirmée dans le privilège accordé le 20 juin 1720 par le roi Auguste II et reconfirmée par Auguste III en 1754 .
Le roi permet aussi aux Juifs de Sanok de construire des étals, des magasins et des ateliers artisanaux près de leur maison, ainsi que d'implanter des distilleries, des malteries pour produire de la bière, des liqueurs et d'autres boissons alcoolisées. La charte royale leur accorde aussi le droit de vendre des produits sur les étals municipaux après avoir payé une taxe au trésor royal. Les Juifs sont autorisés à fonder un cimetière en dehors des limites de la ville. Ils peuvent travailler comme tisserands après paiement d'une taxe au château local. Au milieu du XVIIIe siècle, les brasseries sont contrôlées par Moszko Jakubowicz.  Icek et Mosiek, fils d'Eliasz Dawidowicz louent le village de Radoszyce à une quarantaine de kilomètres au sud de Sanok.. 
En 1720, le rabbin Moszko paie une redevance annuelle de 800 Złotys au doyen de l'église de l'hôpital du Saint-Esprit pour le compte de la communauté. Son fils Herszko Moszkowicz devient rabbin probablement en 1735. À sa mort en 1763, son fils Moses Herszkowicz, précédemment rabbin à Rymanów lui succède et occupe le poste jusqu'en 1794 en changeant son nom en Helpern. Herszko Fiskowicz est le hazzan (chantre) de la synagogue. En 1782, les doyens de la communauté sont : Fisko Berkowicz, Abraham Herszkowicz, Jeczko Boruchowicz, Salomon Jeczkowicz, Chaim Lewkowicz, et Judka Szmulowicz. La communauté gère deux écoles, une située dans la maison appartenant au rabbin Herszko Moszkowicz, et l'autre près de la synagogue. 

### La communauté jusqu'à la Première Guerre mondiale
La communauté devient indépendante en 1764. À cette époque, les Juifs de Sanok possède déjà un Mikvé (bain rituel). Trois ans plus tard, la communauté compte déjà 390 membres vivant en ville et 103 dans les 14 villages voisins dépendant de la communauté. Le cimetière juif, mentionné pour la première fois dans des sources de 1720, est agrandi en 1773 quand un verger voisin est acheté à Józef Słusikiewicz. 
Après la première partition de la Pologne en 1772, Sanok est annexé par l'Autriche. En 1777, Jakow Mendelowicz devient le premier Juif de Sanok autorisé à construire une maison en briques. En 1780, les Juifs de Sanok ont déjà deux synagogues. À partir de 1788, les enfants juifs peuvent suivre des cours non seulement dans les heders, mais aussi à la Jüdisch-Deutsche Schule (École juive-allemande). En 1806, une école secondaire juive est installée en ville.  
Un document sur les Juifs de Sanok a été trouvé à Wrocław, sous la forme d'actes pour les années 1791-1800, concernant des prêts et la vente de maisons. En 1791, les noms du rabbin Manes Halperin, d'Avraham Berkowicz et du marchand Simon Liber, sont mentionnés parmi les propriétaires de maisons sur la place du Marché (Rynek).  En 1792, Leizer Romer, le marchand Chajmowicz, Yosef Herszkowicz, Yaakov Link et Yaakov Yehoshua Herzig sont aussi mentionnés. En 1793, le propriétaire d'un champ, Mendel Har, donne plus de la moitié d'une maison à son gendre Yosef Herszkowicz, à Chil Lowle et à Hertz Fenig. En 1795 et 1796, David Fiszlowicz et Yosef Porec sont mentionnés comme devant des taxes sur les biens et l'immobilier à la ville de Sanok.
En 1799, Sanok a 259 citoyens juifs. Józef Hercig est le grand-rabbin du district de Sanok. Son fils, Mordechaj devient rabbin à Wielkie Oczy. En 1808, les Juifs possèdent 29 des 217 maisons de la ville. Ils ont une synagogue en briques, un hôpital, un hospice pour les pauvres, une maison de prière en briques et une chapelle funéraire au cimetière. En 1824, on compte 695 Juifs en ville. Depuis 1827, les Juifs sont acceptés dans les guildes d'artisans.     
En 1870, la communauté juive compte 1 590 membres et est responsable de deux synagogues, d'un cimetière et d'une école accueillant 80 élèves. Dans les années 1857-1879, le rabbin de Sanok est Lejb Frankel. De 1883 à 1887, le président de la communauté est Ichla Herzig. Une yechiva est fondée à Sanok par Nathan Naftali Daum, rabbin de la ville de 1894 à 1914.  

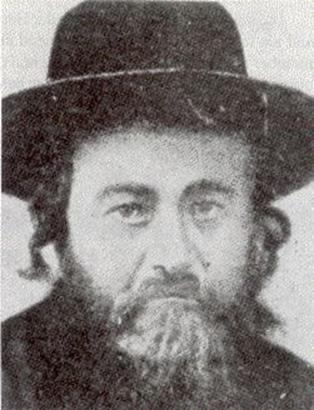
Meir Shapiro, rabbin de Sanoka après la Première Guerre mondiale

Dans la seconde moitié du XIXe siècle, le nombre de Juifs de la ville croit rapidement. En 1880, la communauté juive de Sanok avec 2 129 membres représente 41,6 % de la population totale de la ville. La majorité sont hassidiques. Ils obéissent aux tsadikim de Bobowa (Bobov), de Belz, Nowy Sącz (Sanz), ou de Sadhora (Sadigura). Une des maisons de prière hassidique est dirigée par la Fondation Kloyz Beth Midrash de Sadigura. Pendant quelque temps le tsadik local est Meir Shapiro (1870–1933), fils du tsadik de Bukowsko et de Dynów. En 1933, Shapiro décède et est remplacé par Eleazar Shapiro (1900- ?) de Dynów. À cette époque, le dayan (juge rabbinique) local est Baruch Halberstam, arrière-petit-fils du tsadik Chaim de Sanz.
Durant le XIXe siècle, le commerce local du bois de construction et de grumes, ainsi que la fabrication de vêtements sont concentrés dans les mains des juifs. À la fin du XIXe siècle, la situation économique s'améliore de façon substantielle, à la suite de la découverte de gisement de pétrole dans la région des Basses-Carpates. De nombreux Juifs prennent part au développement de cette nouvelle industrie pétrolière.  À la mêle époque, quatre banques dirigées par des Juifs ouvrent à Sanok : en 1891, la Towarzystwo Kredytowe (Société de crédit) présidée par Pinkas Englard; en 1891 le Komercjalny Zakład Kredytowy (Banque commerciale de crédit) dirigée par Mendel Kauner et la Towarzystwo Kredytowo-Oszczędnościowe (Société de crédit et d'épargne) avec Jankiel Fink comme président; et en 1895, la Towarzystwo Eskontowo-Kredytowe (Société de crédit et d'escompte).   
D'après les listes des artisans, entre 1873 et 1939, on compte 70 maitres-tailleurs juifs indépendants à Sanok dont huit femmes. Au total, 190 artisans juifs sont listés, représentant la grande majorité des artisans de la ville.

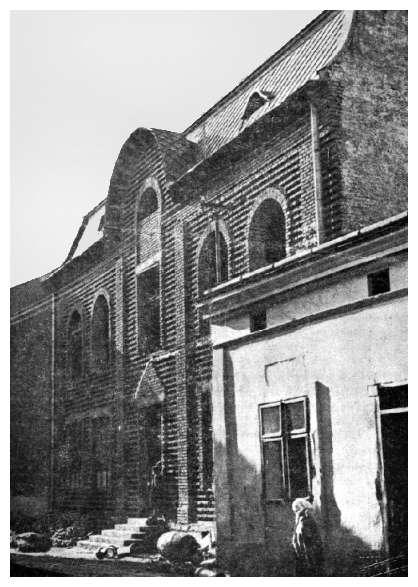
Le bâtiment du Talmud Torah et sa synagogue associée

En 1900, la communauté juive de Sanok compte 5 053 membres dont 3 072 habitant la ville elle-même, les autres habitant dans les villages avoisinants. Elle possède cinq heders (écoles élémentaires juives). Sur les 37 mendiants enregistrés à Sanok, 21 sont juifs. Les Juifs locaux ont leur propre caisse de soins. Natan Dym est le rabbin local. En 1907, Dr Artur Goldhamer est nommé vice-maire de Sanok. Il est propriétaire de fermes à Turzańsk et à Zasławie pour une surface totale de 993 hectares. En 1909, l'enseignant Zvi Apt fonde une école appelée Safa Berura (en hébreu : langue pure), avec l'hébreu comme langue d'enseignement. En plus de l'éducation religieuse, l'école donne des cours de mathématique, chimie et biologie. En 1911, ses cours sont suivis par 77 élèves. En 1910, l'Association Talmud Torah ouvre un établissement où sont organisés quotidiennement des sessions d'étude de la Torah, suivies par 300 élèves. Le dernier président de l'association avant le déclenchement de la Seconde Guerre mondiale est Moses Milstein. En 1910-1914, Adalbert Schönbach édite et publie l'hebdomadaire yiddish Folksfraynd. L'Association du commerce et de l'industrie est dirigée par Simche Sobel, et l'Association Yad Harutzim des artisans juifs par Arnold. Cette dernière association va ériger sa propre synagogue en 1897.   
En 1911, le Dr. Goldberg, le candidat sioniste de Sanok lors des élections au parlement de Vienne obtient 1 721 voix. Il représente aussi la Galicie au quatrième et au sixième congrès sioniste.   
Il y a deux ensembles musicaux à Sanok : l'orchestre Feder et l'orchestre Remer. En 1912, Markus Amster fonde une imprimerie où il publie des livres en hébreu. Dawid Weinfeld qui installe son imprimerie un plus tard fera de même, tandis que Mendel Muszel, lui, imprime des livres en yiddish. Il y a deux bibliothèques en ville, qui appartiennent Markus Ascher et à Szulim Fenig.
En 1910, Sanok compte 10 059 habitants, dont 3 959 Juifs. En 1914, des émeutes éclatent dans la ville après la conversion d'une femme du nom de Amster au catholicisme. Les évènements auraient été fomentés par de jeunes Juifs. Pendant la Première Guerre mondiale, la plupart des Juifs quittent Sanok à l'approche de l'armée russe. Fin septembre et début novembre 1914, les Russes qui occupent la ville pillent les magasins et habitations juives.     

### La période de l'entre-deux-guerres

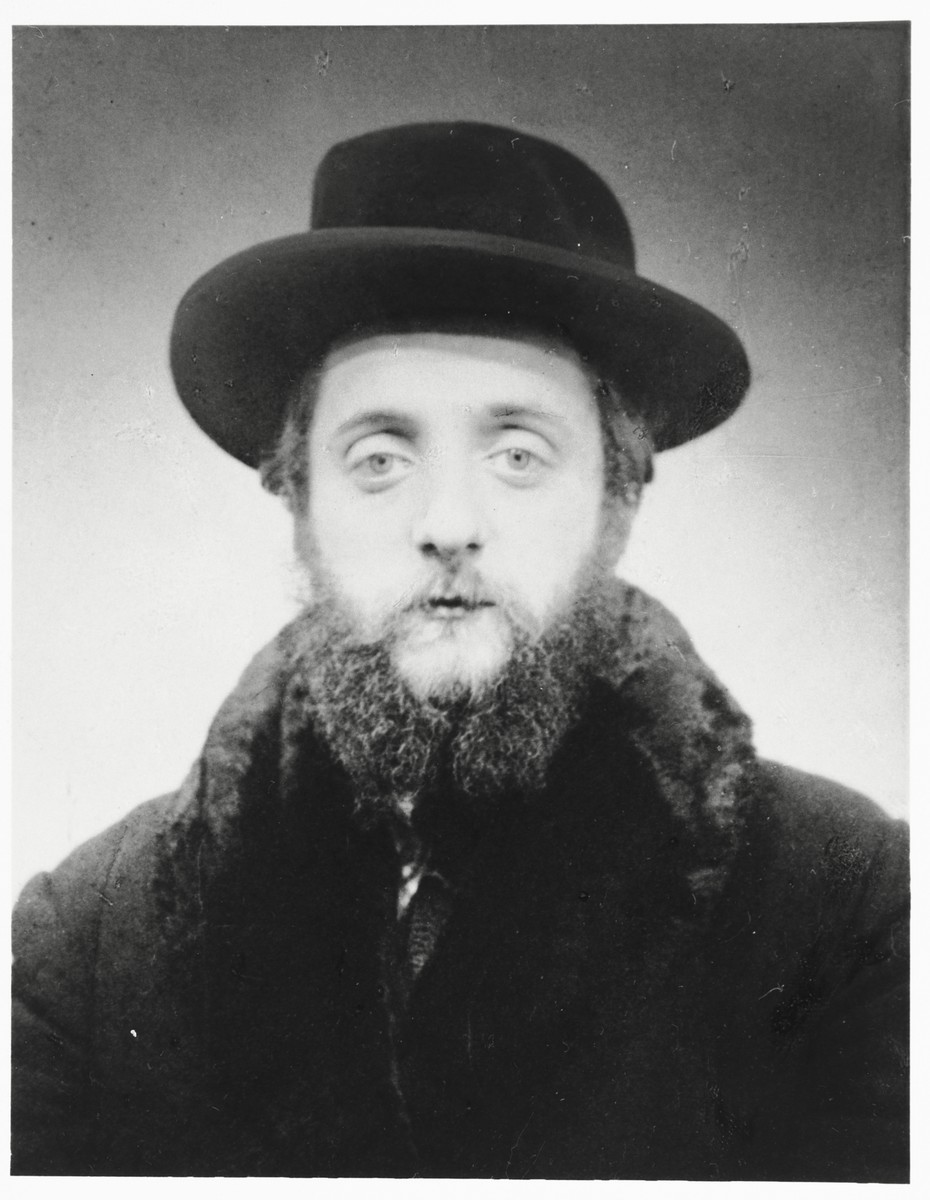
Tuvia Horowitz, dernier rabbin de Sanok, assassiné par les nazis

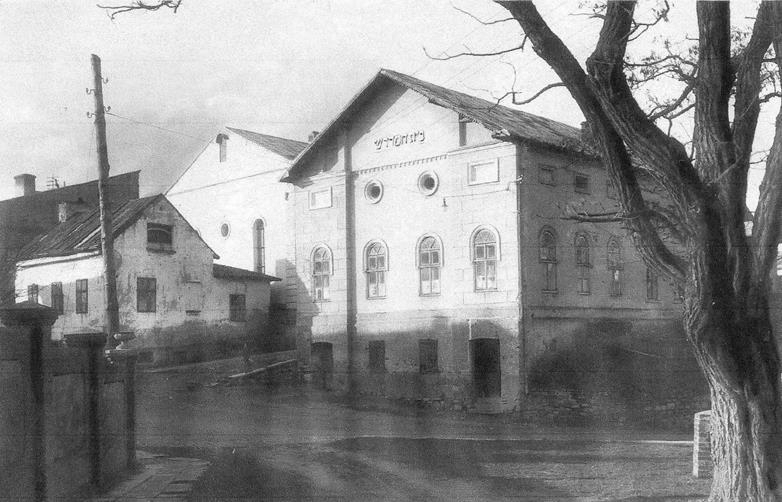
La grande synagogue de Sanok

Après la fin de la Première Guerre mondiale et la restauration de l'État polonais, la communauté juive de Sanok continue de croitre. En 1921, il y a 4 067 Juifs sur une population totale de 9 632 habitants.  Dans le district, le nombre de Juifs est de 9 268. Les juifs jouent un rôle crucial dans l'économie de la ville. Il y a quatre synagogues et maisons de prière à Sanok, ainsi qu'une maison de prière en périphérie et une synagogue à Posada Olchowska. Les rabbins sont Horowitz et Tobiasz Hersch. Un des heders est dirigé par Izaak Weil. La communauté possède aussi un orphelinat. En 1918, l'organisation caritative Bikkour Holim, dirigée par Berisch Rosenfeld, compte 700 membres. Elle fournit de l'aide aux pauvres aux côtés de l'Association Tomchei Aniyim (Soutien des pauvres) dirigée par Salomon Ramer. Ramer est aussi le président de la section de Sanok de l'Association des participants juifs à la bataille pour l'indépendance de la Pologne. Samuel Herzig est le président de l'Association Gemilut Chesed (Donner de la tendresse). Parmi les autres associations juives, on trouve l'Association des femmes juives, une section de HeHalutz dirigée par J. Tym et l'Hitachdut qui organise une salle de lecture éducative. 
Markus Ascher préside la Stowarzyszenia Kupców Żydowskich (Association des commerçants juifs). La Stowarzyszeniu Kupieckiemu (Association des commerçants) est dirigée par Herman Sobel puis en 1939 par Szraga Feibusch. Leon Gottdank est à la tête de la branche locale des vétérans juifs, et Izaak Jorysz de la Ligue de défense antiaérienne et anti-gaz. L'association orthodoxe Machzike Hadath, présidée par Mendel Kannar mène une action contre les Juifs laïcs et progressistes, tandis que l'organisation de la jeunesse sioniste Hanoar Hatzioni est dirigée par Leon Werner. La ville possède deux clubs sportifs juifs, l'Association sportive Radifa dirigée par Szymon Kimmel, et l'Association Maccabi. La ville s'enorgueillit aussi de posséder la salle de lecture Max Rosenfeld des travailleurs intellectuels juifs. 
Dans la période de l'entre-deux-guerres, de nombreuses associations juives sont actives à Sanok, comme l'Association the Yad Charuzim des artisans juifs, l'Association générale Naprzód (En avant) des travailleurs juifs, le fond Gemilut Chesed, la Spółdzielnia Kredytów Kupieckich (Coopérative de crédit marchand), la Podkarpacka Kasa Kupiecka (Banque commerciale des Basses-Carpates) et l'Office de crédit polono-américain.  
Dans les années 1930, les autorités dissolvent l'Association juive I. L. Peretz, qui compte 80 membres avec à sa tête Leib Taubenfeld. La section locale du Bund (Union générale des travailleurs juifs de Lituanie, de Pologne et de Russie) est dirigée par A. Pencik. La plupart des membres de Sanok du parti communiste illégal d'Ukraine occidentale sont juifs. Les sionistes sont très implantés dans la ville et se répartissent dans les différents courants de l'organisation sioniste : les sionistes révisionnistes dirigés par Jakub Alster; le Poale Zion droitiste; le Poale Zion gauchiste; l'Organisation des Juifs orthodoxes et le parti sioniste religieux Mizrahi avec une centaine de membres chacun. Le comité local de l'Organisation sioniste à Sanok est présidé par Izaak Nehmer.
Les associations juives

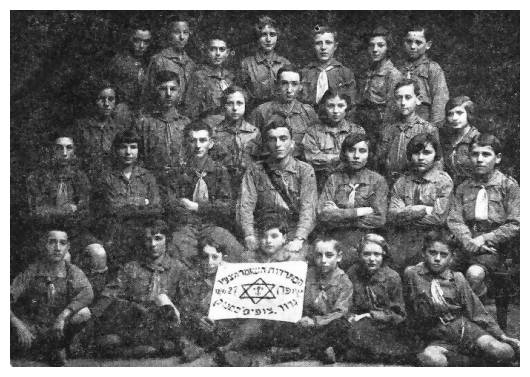
Le mouvement Hashomer Hatzair en 1925
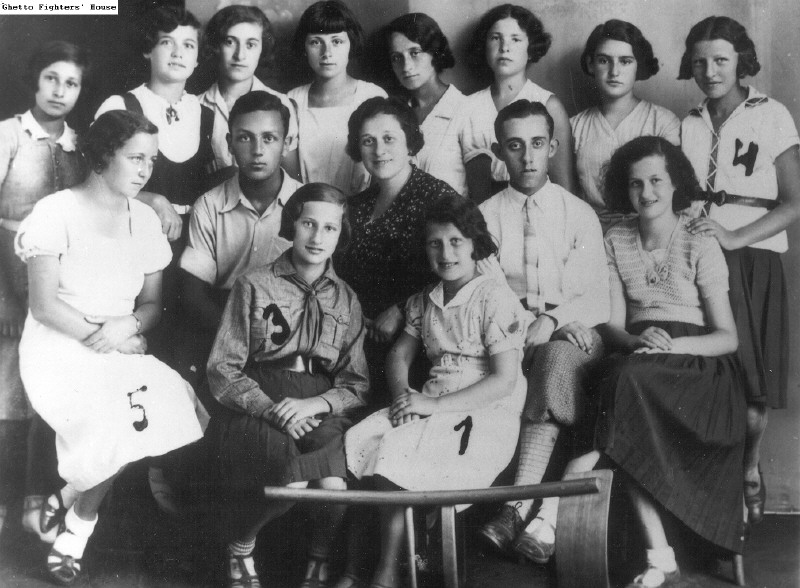
Le mouvement Akiva
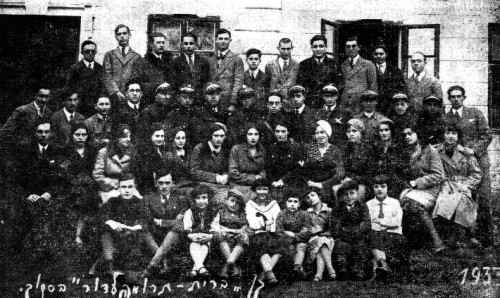
Membres du Betar en 1933
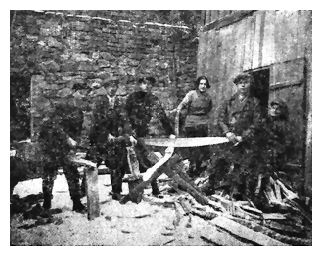
Groupe Hachshara s'entrainant en menuiserie avant départ pour la Palestine
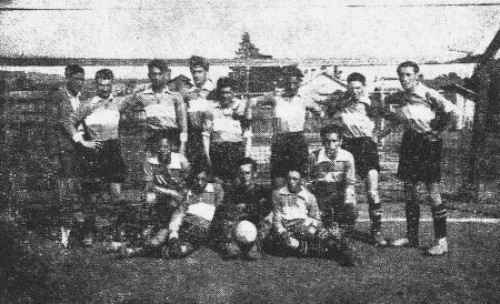
Équipe de basketball du Maccabi de sanok

Zeisel Berisch est le dernier responsable de la communauté juive. 4 773 Juifs vivent à Sanok en 1938, y compris dans le quartier de Posada Olchowska annexé à la ville en 1930 et qui comptait 324 habitants juifs en 1921.  Avant le déclenchement de la Seconde Guerre mondiale, la communauté juive a six maisons de prière : deux synagogues en briques donnant sur la grande place de la ville, avec leur entrée dans la rue Zamkowa; une maison de prière en briques de l'Association Yad Charuzim des artisans, établie en 1897 dans la rue Franciszkańska; une maison de prière en briques dans la rue Cerkiewna; une synagogue en bois dans la rue Rymanowska; une maison de prière  à Posada Olchowska. Une école rabbinique devait ouvrir près de la synagogue principale. Sa construction est interrompue par le déclenchement de la guerre.  
Les Juifs de Sanok

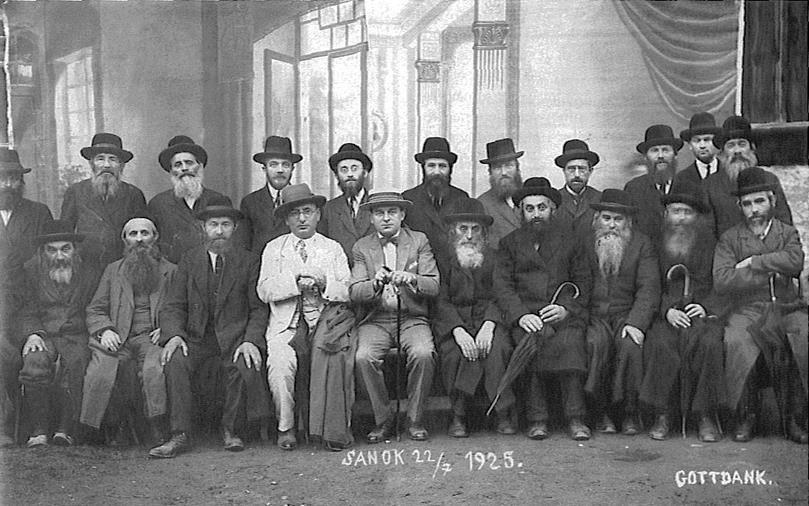
1925: représentants de la communauté juive
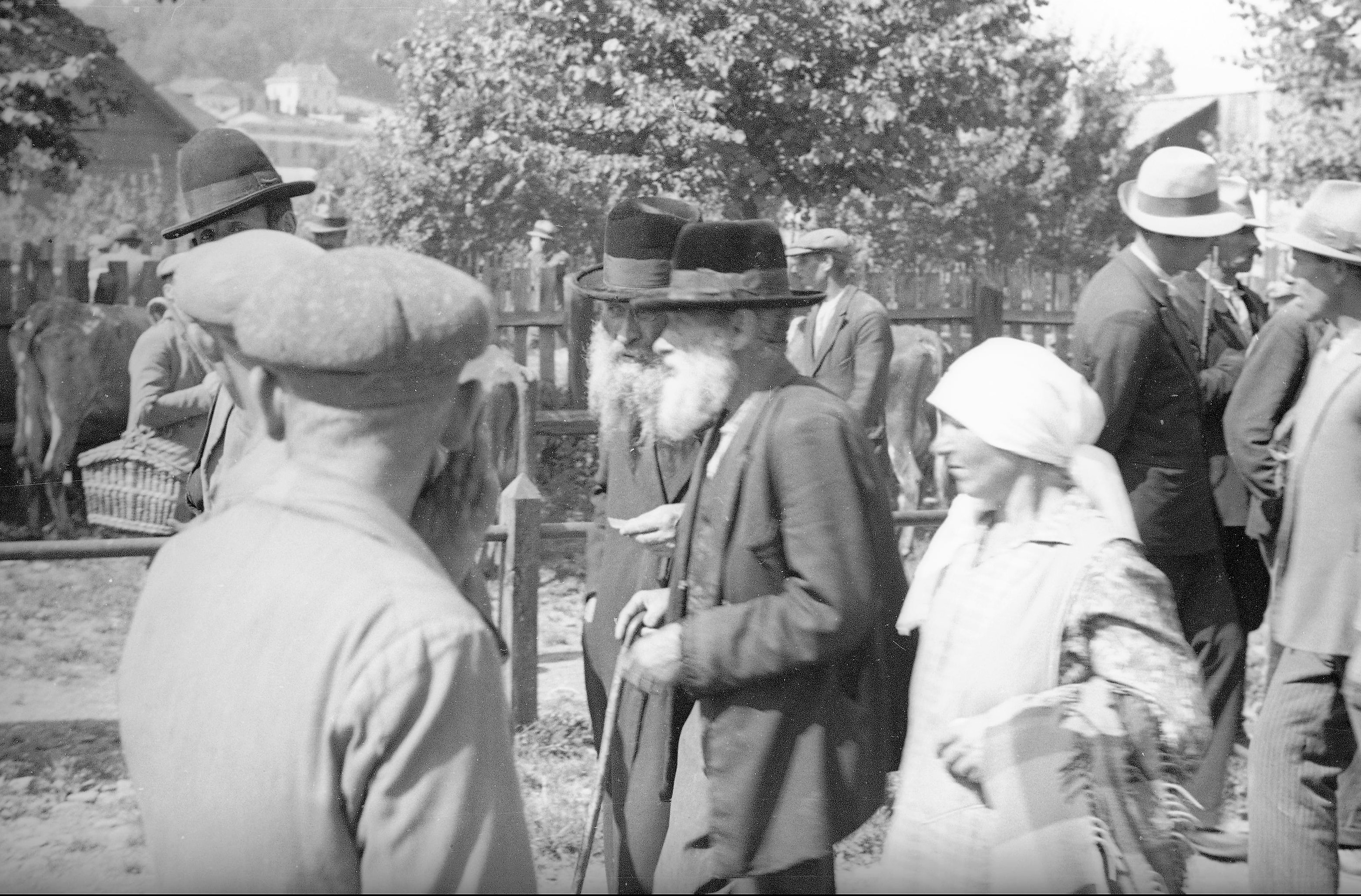
1936: Juifs se rendant au marché
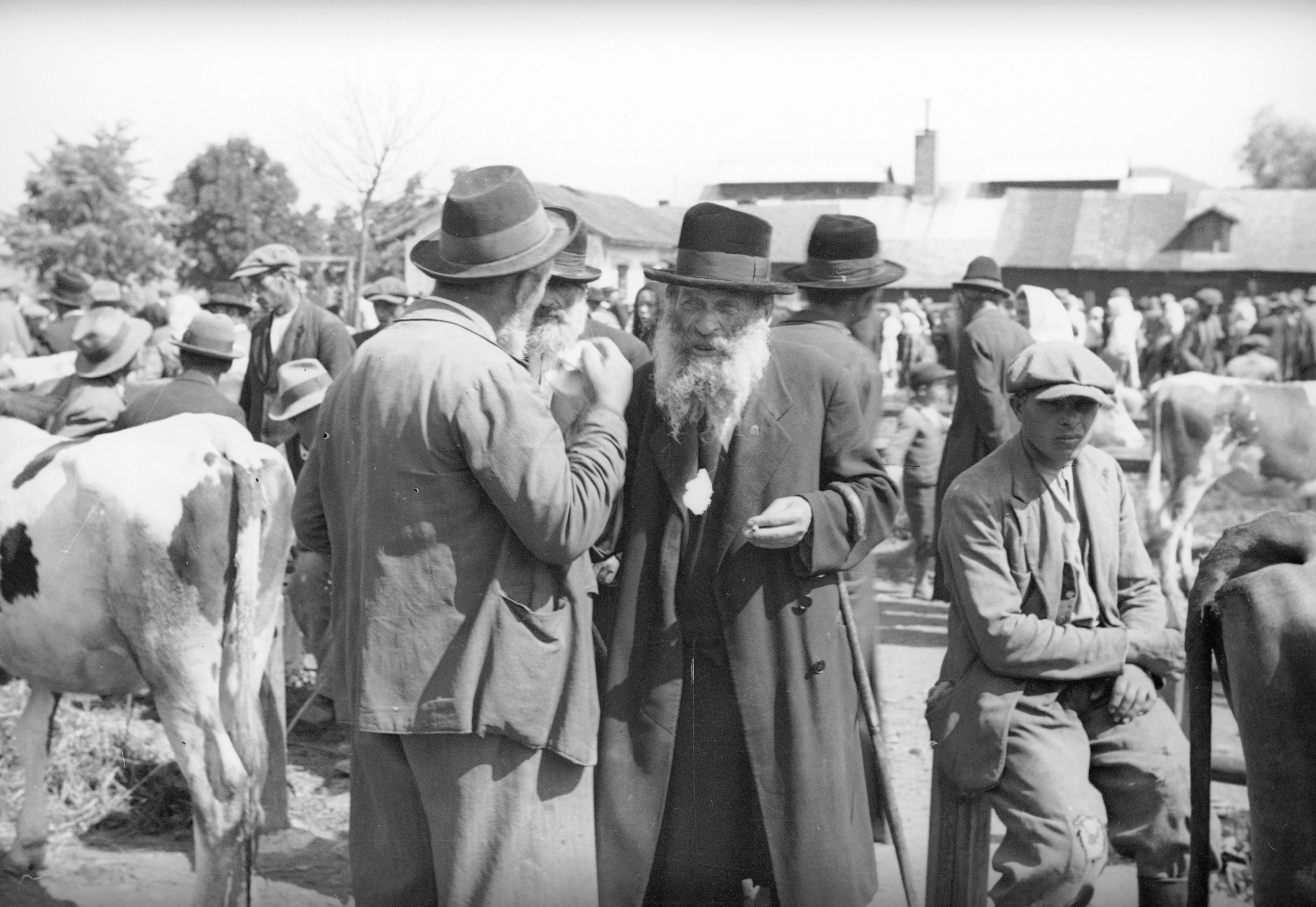
1936: le marché à bestiaux
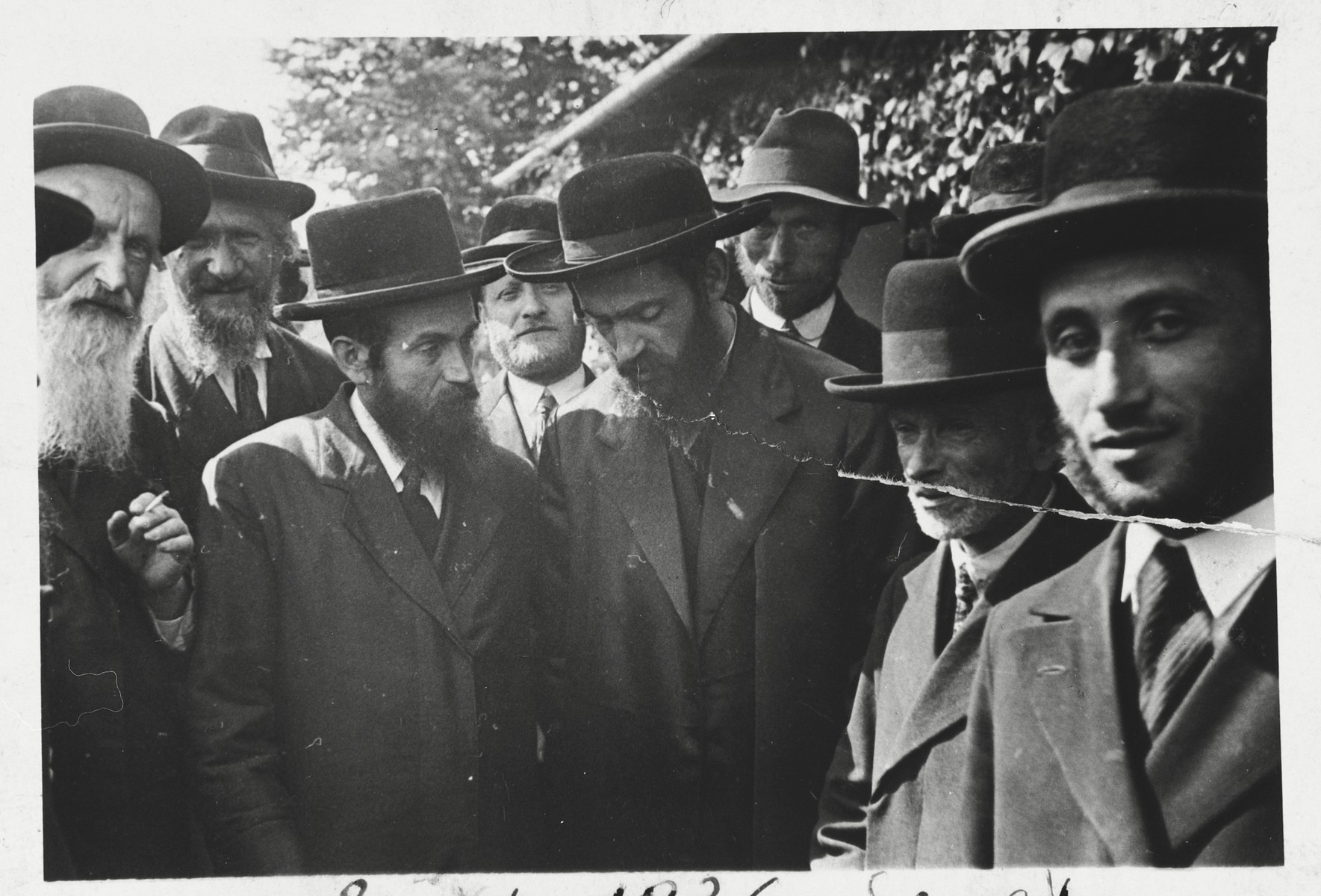
1936: un groupe de Juifs religieux

### La Seconde Guerre mondiale et la Shoah

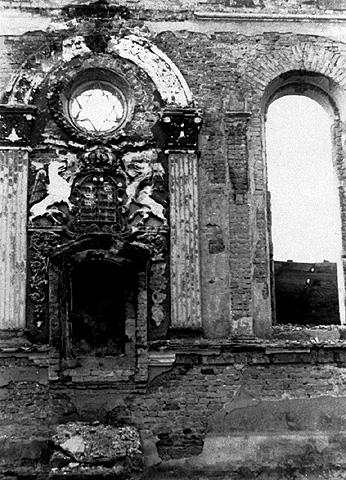
Les ruines de la grande synagogue

Au début de la Seconde Guerre mondiale, il y a 5 400 Juifs à Sanok, y compris de nombreux réfugiés d'Allemagne, d'Autriche et des territoires de l'ouest de la Pologne. Il y a en tout 22 000 Juifs résidant dans l'ensemble du district. Les Allemands occupent la ville le 9 septembre 1939. Dans la nuit du 16 septembre 1939, les nazis incendient trois synagogues dans le centre-ville. Ils détruisent aussi deux imprimeries juives, les bibliothèques et brulent au moins 4 000 livres. La première victime juive de Sanok est Reb Yosef Rabbach qui s'est précipité dans la grande synagogue pour sauver les rouleaux de Torah et qui est abattu par les Allemands. Le 26 septembre, 150 familles juives sont expulsées vers la zone d'occupation soviétique sur l'autre rive de la rivière San. 
Au début, les Allemands nomment un conseil municipal dirigé par des Ukrainiens, avec à sa tête l'avocat Mazor Malchach. Immédiatement celui-ci fait arrêter dix Juifs importants et demande à la communauté juive, par l'intermédiaire du Dr. Nehmer, président de l'organisation sioniste, la somme de 50 000 zlotys comme rançon à apporter sous 48 heures sous peine de fusiller les prisonniers. La communauté réduite par le départ de nombreux membres qui ont fui à l'arrivée des Allemands, n'arrive à réunir que la somme de 26 000 zlotys. À cette date, la Gestapo n'est pas encore implantée à Sanok et la ville est aux mains de la Wehrmacht. La communauté juive décide alors de se tourner vers les autorités allemandes et envoie trois représentants : Melech Ortner, Leib Werner et Jarmark. À leur grande surprise, ceux-ci sont reçus poliment et les Allemands interviennent auprès de Mazor Malchach pour libérer les otages sans que la rançon soit payée.
Peu après, la responsabilité de la ville passe dans les mains de la Gestapo, et la situation des Juifs se détériore immédiatement. La Gestapo nomme un Judenreferent chargé de constituer le Judenrat. Celui-ci est composé des anciens membres du conseil de la communauté qui sont restés en ville, Leib Werner, Elimelech Ortner, Aryeh Strassberg, Berel Jarmark, Karl Weiner et Brat. Ils sont chargés de préparer chaque jour, les listes de jeunes gens que les Allemands réclament pour le travail forcé.   

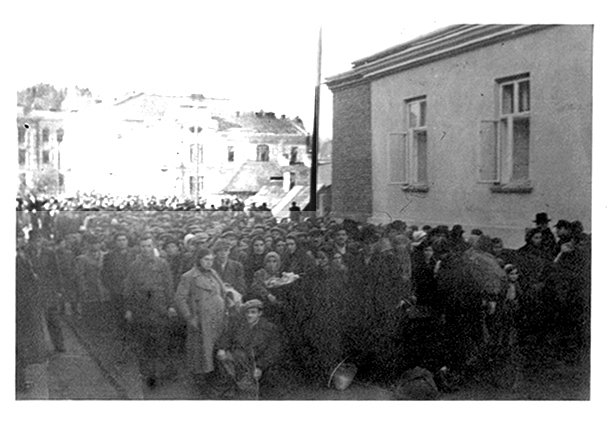
Les juifs de Sanok expulsés vers les territoires d'occupation soviétique

Près de 1 000 Juifs sont chassés de Sanok et doivent traverser la rivière San. Les Allemands organisent des transports réguliers de Juifs de Cracovie, de Bochnia, de Krosno et de Rymanów pour les envoyer aussi vers le territoire occupé par l'armée soviétique. En 1940, il reste encore 2 000 Juifs résidant à Sanok, dont Yitzchak Horowitz, un fameux tsadik de Szczucin (Stitshin), et petit-fils de Naftali Tzvi de Ropshitz. Il sera torturé à mort par les nazis. Son fils Yehuda survit à la Shoah et devient un tsadik reconnu aux États-Unis.  

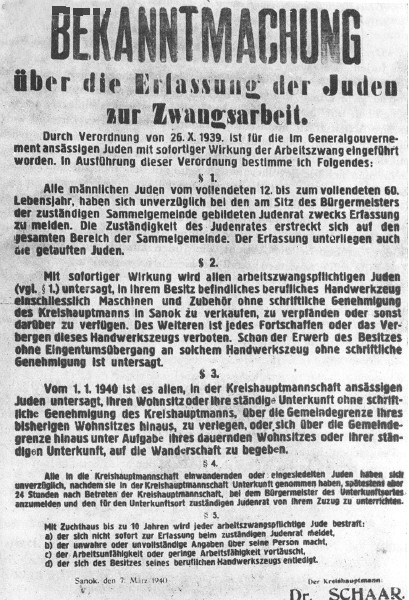
Décret allemand du 7 mars 1940 obligeant les Juifs au travail forcé

La majorité des Juifs adultes restés à Sanok sont envoyés au camp de travail forcé à Trepcza distant de 5 km de Sanok. En même temps, les Allemands commencent le processus d'extermination progressive de la communauté juive. La première exécution de masse se déroule le 27 octobre 1939 au cimetière juif de la rue Kiczura. Bien que le nombre exact des victimes soit inconnu, les historiens estiment qu'au moins 630 Juifs ont été abattus ce jour-là. D'autres exécutions sont organisées jusqu'à la liquidation du ghetto. Parmi les personnes assassinées figurent tous les membres du Judenrat. Actuellement un obélisque érigé dans le cimetière commémore ces victimes.  
En 1941, les nazis établissent un petit ghetto à Sanok où sont enfermés entre 8 000 et 10 000 Juifs de la ville et des alentours. Un autre ghetto plus petit est installé contenant environ 1 000 personnes et considéré comme un camp annexe du camp de travail forcé de Zasławie situé à 6 km de Sanok. Tous les Juifs de plus de 12 ans ont l'obligation de porter un brassard avec l'étoile de David. Un couvre-feu est instauré. Tout Juif arrêté hors de son domicile après 21 heures est cruellement battu, voire tué.        
Le 10 septembre 1942, quelques jours avant la fête de Roch Hachana, les Allemands réquisitionnent des charrettes tirées par des chevaux aux paysans des environs pour transporter un groupe de 1 500 Juifs du ghetto vers le camp de Zasławie. Beaucoup vont y périr de faim, de maladie ou sous les coups des nazis. Les malades et les handicapés sont fusillés dans les bois environnants et probablement aussi à  Zahutyń. Les Juifs survivants sont déportés directement au camp d'extermination de Bełżec. Le 14 septembre, les nazis informent les Juifs que ceux qui s'échapperont du transport vers Belzec retourneront au ghetto et auront la vie sauve. Environ 300 personnes décident de retourner et sont tous immédiatement abattus.  Le ghetto est dissout en décembre 1942. Les prisonniers survivants sont transportés au ghetto de Rzeszów, à l'exception de quelques dizaines d'entre eux qui sont incarcérés par la Gestapo dans le sous-sol de leur quartier général jusqu'en mai 1944. Ils sont chargés de creuser des tombes et d'enterrés les victimes des exécutions de masse.  
De nombreux Juifs sont aussi assassinés dans les villages alentour. À Bykowce, les nazis tuent trois personnes qui avaient réussi à s'échapper du ghetto de Sanok. En octobre, la Gestapo tue 14 Juifs dans le village de Dąbrówka. Une femme polonaise, du nom de Stanisława Kornecka est exécutée le 19 avril 1944 pour avoir hébergé un Juif. Environ 580 Juifs de Sanok qui avaient réussi à se réfugier en URSS, seront les seuls rescapés de la Shoah. Certains de ces survivants seront tués après la guerre par des gangs polonais.

## Évolution de la population juive
| Population juive à Sanok , |                               |                                                                                      |                      |
| Année                      | Population totale de la ville | Nombre de Juifs                                                                      | Pourcentage de Juifs |
| 1570                       | 200 familles                  | 17 familles                                                                          | -                    |
| 1767                       | -                             | 396                                                                                  | -                    |
| 1799                       | -                             | 259                                                                                  | -                    |
| 1824                       | -                             | 695                                                                                  | -                    |
| 1870                       | -                             | 1 590                                                                                | -                    |
| 1883                       | 5 121                         | 2 129                                                                                | 41,6 %               |
| 1900                       | 6 365                         | 3 072                                                                                | 48,3 %               |
| 1910                       | 10 059                        | 3 959                                                                                | 39,4 %               |
| 1921                       | 9 632                         | 4 067                                                                                | 42,2 %               |
| 1938                       | -                             | 4 773                                                                                | -                    |
| 1939                       | ~ 15 600                      | ~ 5 400 (y compris les réfugiés d'Allemagne, d'Autriche et de l'ouest de la Pologne) | ~ 35 %               |

## Personnalités juives nées à Sanok
- Franciszek Czaki (1874-1935), journaliste, satiriste, militant social et politique polonais
- Ignace Fink (1910-1993), directeur du Comité d'action sociale et de reconstruction (COJASOR) en France, de 1947 à 1990.
- Stanisław Fried (1888-1942), docteur en droit, juge, capitaine et auditeur de l'armée polonaise, fusillé par les nazis avec toute sa famille
- Riwka Gurfein (1908-1983), écrivaine, traductrice et critique littéraire israélienne
- Josef Herzig (1853-1924), chimiste autrichien
- Samuel Herzig (1878-1942), chirurgien, conseiller municipal de la ville de Sanok, militant social, médecin majeur de l'armée polonaise, assassiné par les nazis
- Juliusz Katz-Suchy (1912-1971), diplomate polonais et militant communiste
- Broncia Koller-Pinell (1863-1934), peintre expressionniste autrichienne.
- Szalom Kramer (1912-1978), essayiste, éditeur et critique littéraire israélien
- Juliusz Kühl (1913-1985), diplomate polonais, membre du groupe Ładoś fabricant de faux passeports pendant la Shoah, et après la Seconde Guerre mondiale, homme d'affaires canadien
- Zygmunt Łempicki (1886-1943), professeur de littérature allemande, théoricien de la littérature, philosophe, assassiné à Auschwitz
- Natan Nebenzahl (1865- ? ), docteur en droit, avocat, greffier, propriétaire terrien, mort pendant la Seconde Guerre mondiale
- Abraham Penzik (1891-1945), docteur en droit, militant socialiste, journaliste, chroniqueur, réfugié aux États-Unis pendant la Seconde guerre mondiale
- Salomon Ramer (1973-1939/1940/1941), médecin, conseiller municipal de la ville de Sanok, militant social, médecin capitaine de l'armée polonaise, victime de la Shoah.
- Roman Saphier (1882-1920), professeur, lieutenant dans l'armée polonaise, mort pendant la guerre soviéto-polonaise lors de l'indépendance de la Pologne
- Kalman Segal (1917-1980), écrivain de langue polonaise et yiddish, réfugié en URSS pendant la Seconde Guerre mondiale, émigre en 1968 en Israël  où il travaille pour la station de radio Kol Israel
- Izydor Stangenhaus (1875-1926), pharmacien et médecin militaire
- Azriel Uchmani (1907-1978), Poète, essayiste, traducteur, critique littéraire, éditeur, diplomate israélien.

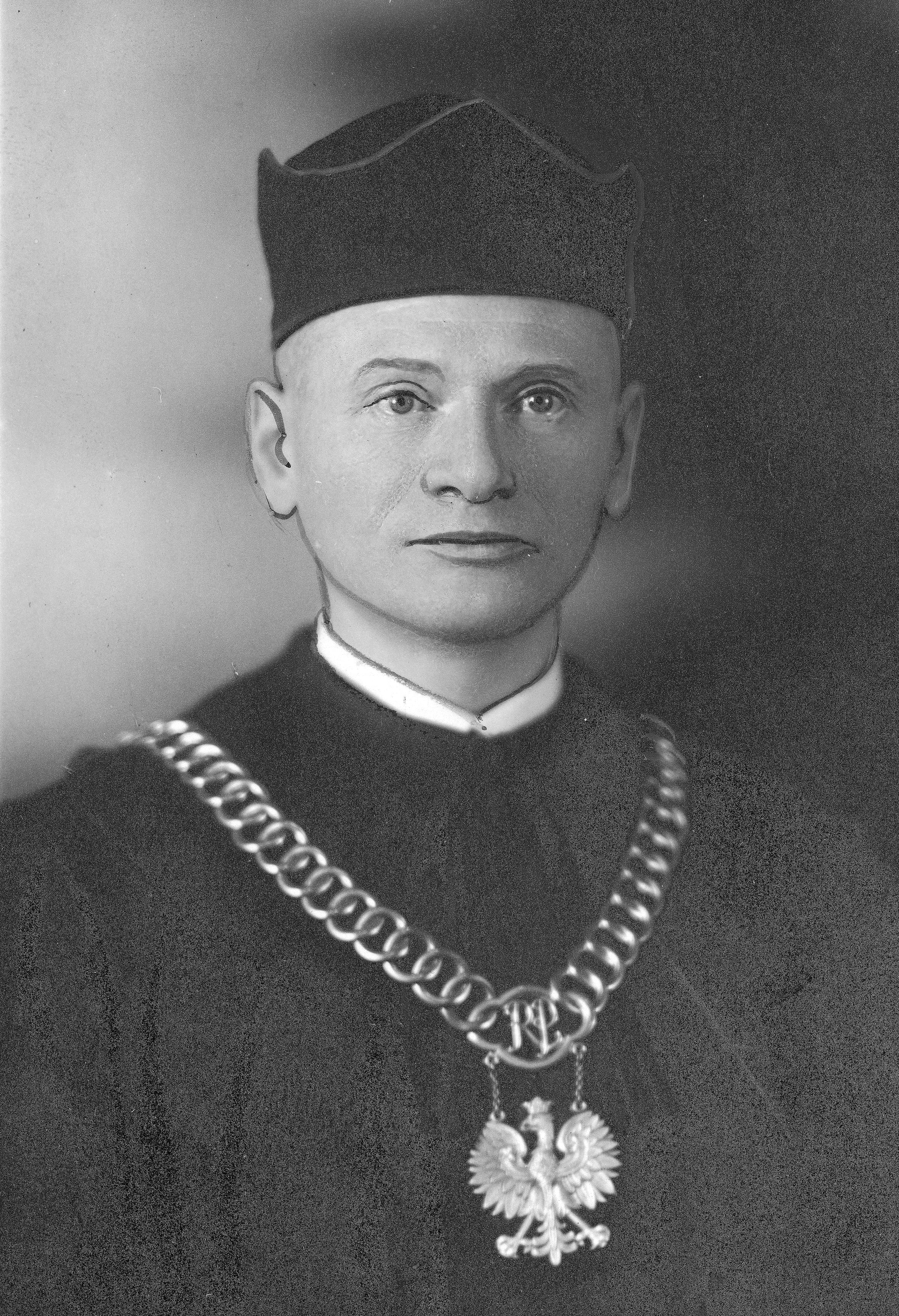
Le juge Stanislaw Fried
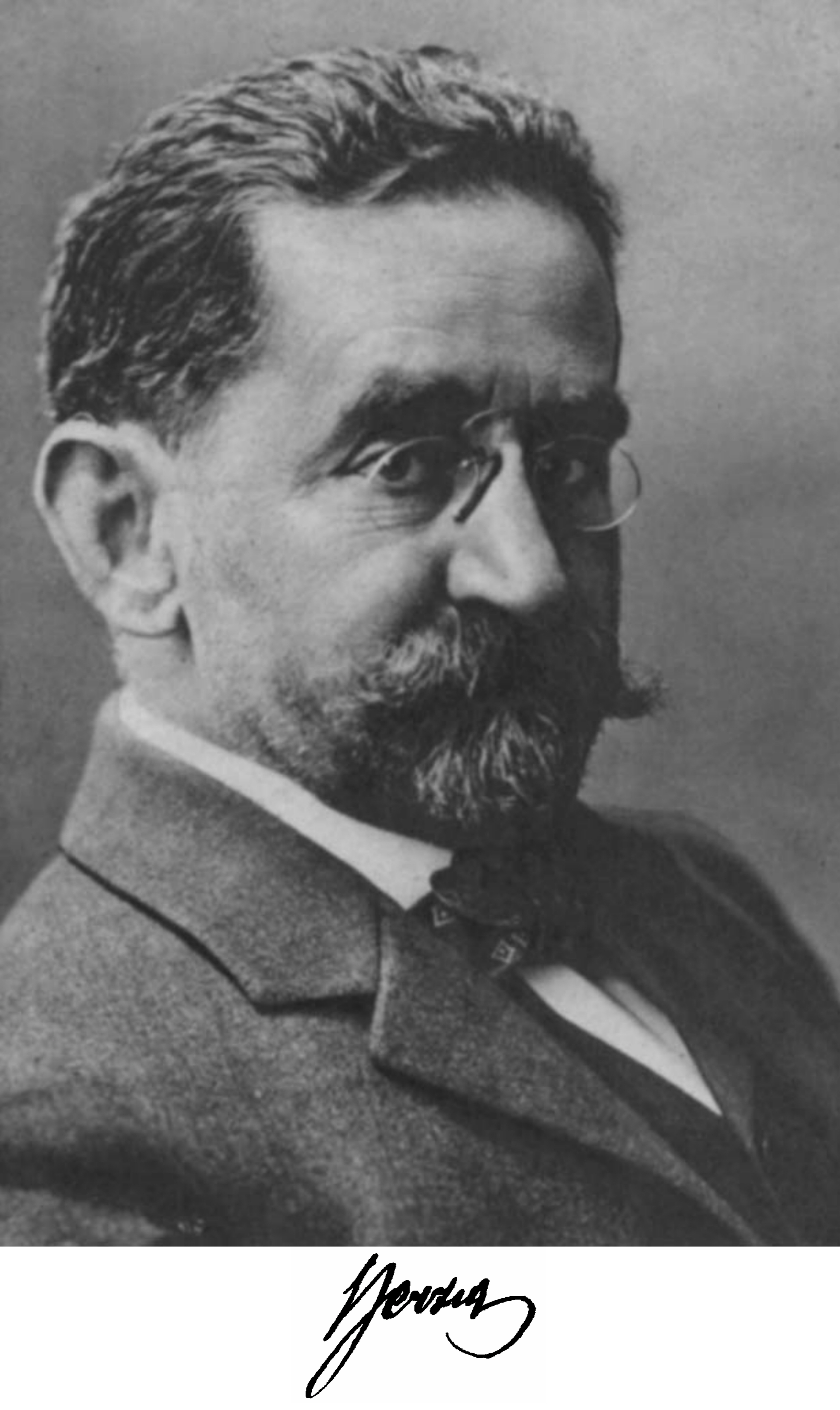
Josef Herzig
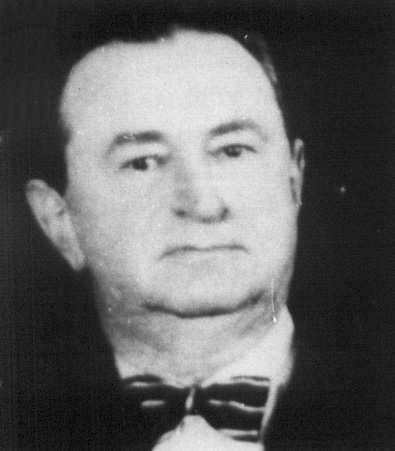
Samuel Herzig
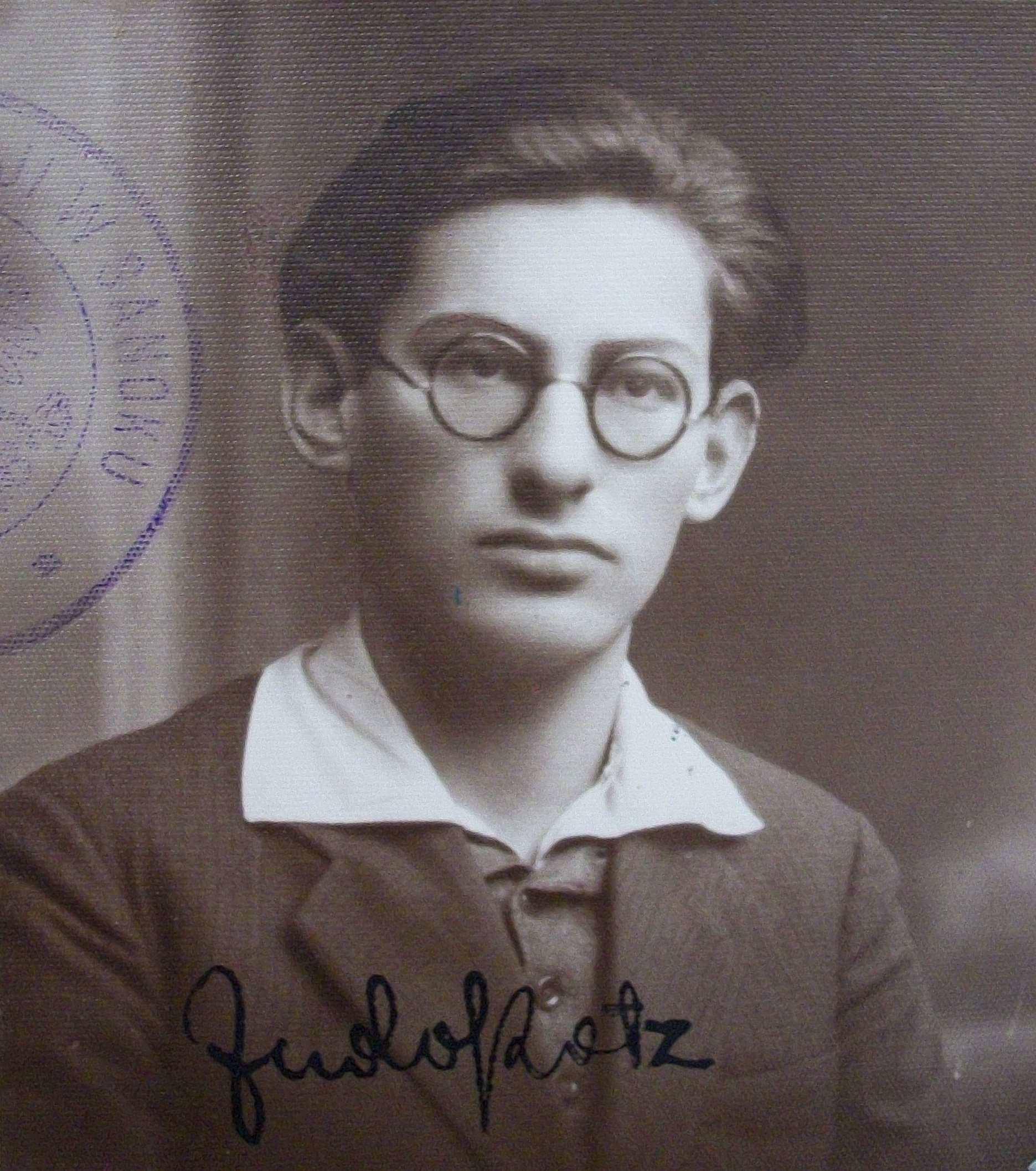
Juliusz Katz-Suchy en 1931
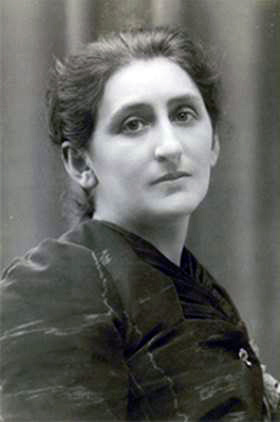
Broncia Koller-Pinell
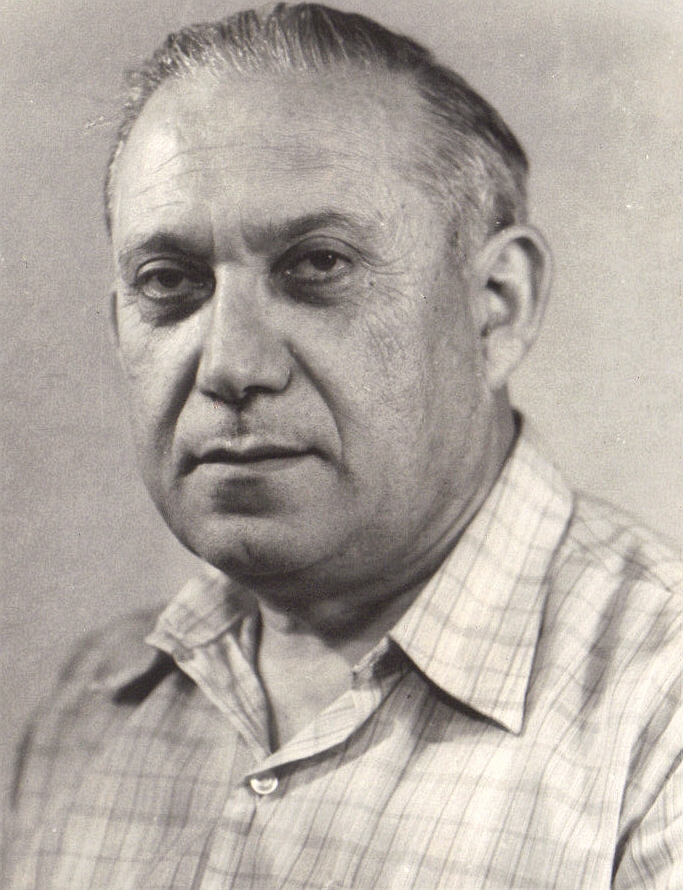
Szalom Kramer
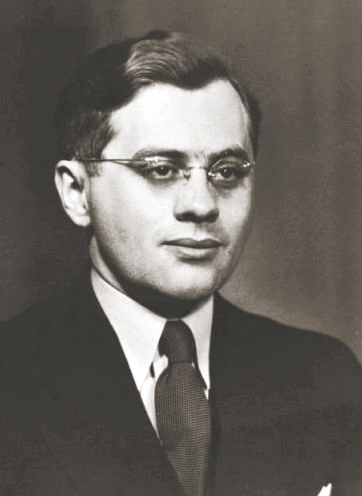
Juliusz Kühl
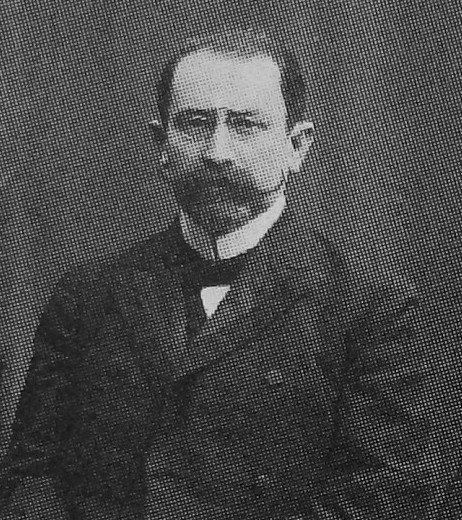
Natan Nebenzahl en 1907
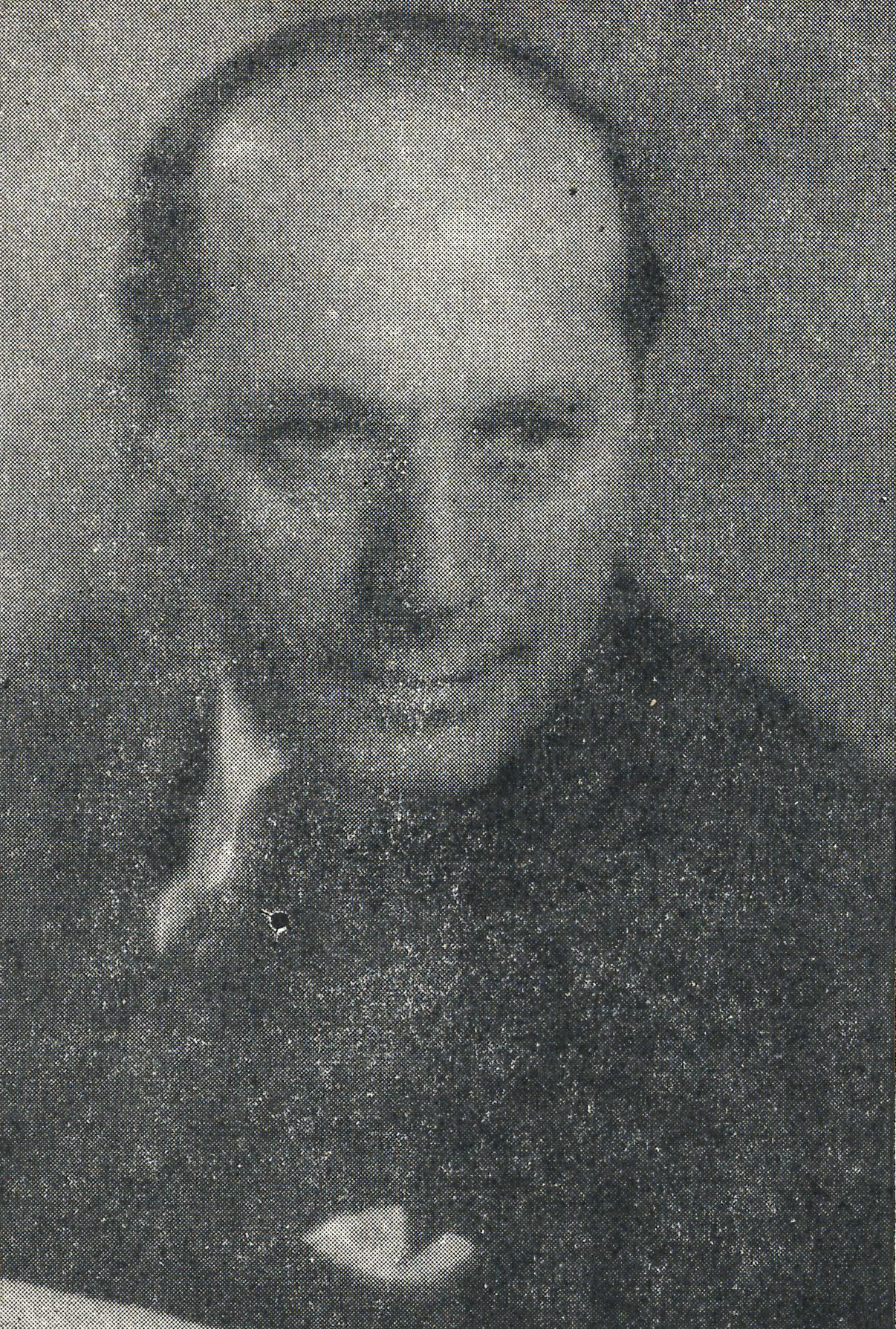
Abraham Penzik
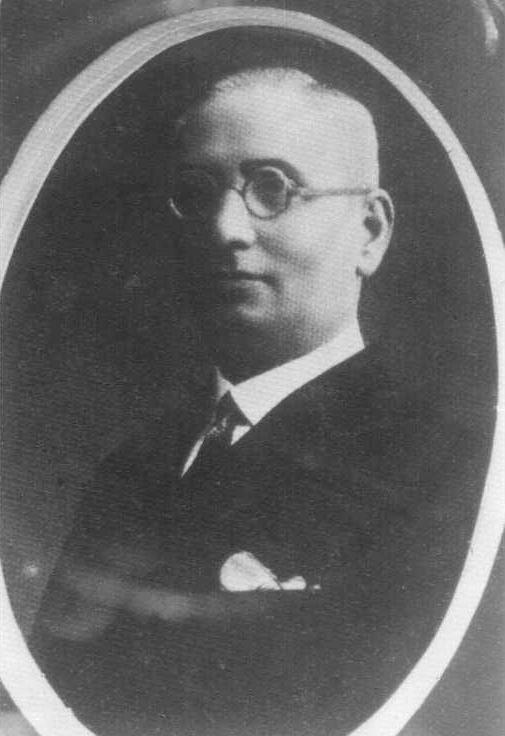
Salomon Ramer
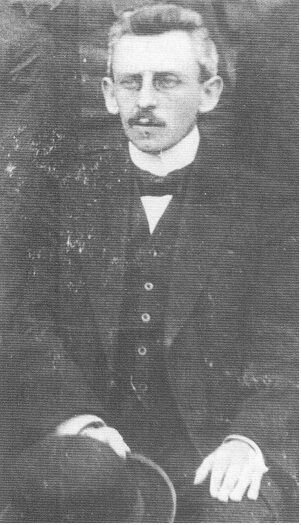
Le professeur Roman Saphier